# Giuseppe Rota
Giuseppe Rota, född 10 december 1776 troligen i Bergamo, Italien, död troligen 1821, var en italiensk miniatyrmålare och tecknare.
Rota kom till Sverige 1806 och blev redan samma år agré vid Konstakademien i Stockholm. Om hans liv i Italien är källorna knapphändiga. Han var verksam som porträttmålare i Stockholm fram till 1816 och man vet att han under sin tid i Sverige besökte Göteborg ett antal gånger för att utföra målningar på beställning. Han medverkade i Konstakademiens utställningar 1807–1809, 1813 och 1815 med ett 15-tal porträtt och några teckningar. Efter sin tid i Stockholm var han verksam något år i Finland innan han troligen for vidare till S:t Petersburg. Rota finns representerad vid bland annat Nationalmuseum, Konstakademien, Löfstads slott, och i den Sinebrychoffska samlingen i Helsingfors.